# اکلیل احمد حکیمی
اکلیل احمد حکیمی (پشتو: اکلیل احمد حکیمی؛ زادهٔ ۱۹۶۸ (۵۶–۵۷ سال)) سیاست‌مدار اهل افغانستان و وزیر اسبق وزارت مالیه افغانستان است.